# Vianga tenuis
Vianga tenuis är en fjärilsart som beskrevs av Holland. Vianga tenuis ingår i släktet Vianga och familjen Eupterotidae. Inga underarter finns listade i Catalogue of Life.